# مصنع سك العملة الملكي الأسترالي
مصنع سك العملة الملكي الأسترالي هو المنتج الوحيد لكل العملات المعدنية المتداولة في أستراليا حيث افتتح في عام 1965 في العاصمة الفدرالية الأسترالية كانبرا في ضاحية ديكن، ويعتبر المصنع مقصد سياحي شهير للسواح والسكان المحليين على حد سواء.
قبل افتتاح مصنع سك العملة الأسترالي كانت العملات المعدنية الأسترالية تصنع في فروع المصنع الملكي- في سيدني وملبورن وبيرث، حيث أن مصنع سك العملة الملكي الأسترالي هو الأول من نوعه في أستراليا الذي ليس فرعاً من المصنع الملكي في لندن بينما يقع المصنع التنفيذي الآخر في أستراليا في بيرث.

## التأسيس والتاريخ
بدأ التخطيط لمصنع سك العملة المعدنية في عام 1959 عندما تم اقتراح نقل فرعه من ملبورن إلى كانبيرا، والذي افتتحه رسمياً نبيل أدنبرة عاصمة إسكتلندا في 22 فبراير 1965، حيث تزامن مع العملة العشرية التي أُدخِلَتْ للتداول في 14 شباط/فبراير 1966. وقد كلّف بناء مصنع السك الجديد مبلغ قدره 5 ملايين دولار بالإضافة إلى 4 ملايين دولار تكلفة معدات.
اشتغل كل من مصنع سك العملة الجديد ومصنع ملبورن بنفس الوقت في حين تم إعداد مخزونات كافية من العملة الجديدة وكان الإنتاج في كانبيرا متواصل بسلاسة، ثم أغلق بعد ذلك مصنع سك العملة في ملبورن عام 1967 ونقل بعض الموظفين منه للعمل في مصنع كانبيرا الجديد، لكن لم يكن حتى أوائل الثمانينات حتى كان بمقدور مصنع سك العملة الملكي الأسترالي الحفاظ على إنتاج فردي لمجموعة كاملة من النقود الأسترالية المتداولة، لذا فقد وقّع مصنع العملة النقدية الأسترالي عقداً لإنتاج العملة في بعض الأحيان في الستينيات والسبعينيات للمصنع الموجود في العاصمة بيرث ومصنع العملة النقدية الملكي في لندن ولانتريسانت كما أنتج مرةً للمصنع الكندي الملكي.
يتكون المصنع من مبنيين واحداً للإدارة والآخر للعمل حيث يضم مبنى الإدارة الناقشين ومختبر ودور سفلي لا يصله الارتجاج حيث يتم قياس العملات المعدنية لضمان الوزن والحجم الصحيح.
وتكمن مهمة المصنع بشكل أساسي في صنع عملات المعادن الثمينة القانونية في أستراليا بينما تنتج ملبورن العملات الورقية عن طريق طابعة، كما ينتج المصنع ميداليات شرفية للعساكر والمدنيين وأبرزها بطلب من أستراليا، وكان قد أنتج المصنع ميداليات الألعاب الاولومبية الصيفية لعام 2000 بالتعاون مع مصنع العاصمة بيرث. وينتج مصنع العملة الملكي الأسترالي أيضاً قطع معدنية مصنوعة للمنظمات التجارية كالكازينوهات ومغاسل السيارات ومنظمات من هذا القبيل.
لقد أنتج المصنع منذ افتتاحه ما يزيد على 14 مليار قطعة نقدية ولديه القدرة على إنتاج مليوني قطعة نقدية في اليوم الواحد.
أصدر المصنع في تشرين الثاني/نوفمبر 2001 العملة النقدية الأولى في العالم بصورة مزدوجة ثلاثية الأبعاد للاحتفال بالذكرى المئوية لأستراليا الفدرالية، ينشأ المصنع أيضاً عملات ملونة ثنائية المعدن.
أما في عام 2014 أعلنت حكومة أبوث عن دراسة استطلاعية لبيع مصنع سك العملات النقدية الملكي الأسترالي.